# Peter Holenstein
Peter Holenstein (* 19. Dezember 1946 in Adliswil; † 17. Januar 2019 in Zürich) war ein Schweizer Journalist und Buchautor.

## Leben
Peter Holenstein befasste sich in seiner publizistischen Arbeit u. a. in der Weltwoche insbesondere mit Themen der Strafjustiz und Kriminalität, der Täter-Opfer-Problematik sowie den Ursachen von Gewaltverbrechen. Sein Buch Der Unfassbare – Das mörderische Leben des Werner Ferrari führte 2007 im Kindermordfall Ruth Steinmann zu einem Revisionsprozess am Bezirksgericht Baden, der mit einem Freispruch für Ferrari endete. Bereits 1979 gelang es Holenstein, mit seinen Recherchen einen Mordfall in Italien zu klären: Nachdem er den richtigen Täter überführt und dieser ein Geständnis abgelegt hatte, wurde der 46-jährige Schweizer Werner Rudolf Meier nach 24 unschuldig im Zuchthaus von Elba verbüssten Jahren von Italiens Staatspräsident Sandro Pertini begnadigt.
2001 wurde Holenstein für Der Verdacht, erschienen im Tages-Anzeiger-Magazin, mit dem deutschen Regino-Preis für die beste Justizreportage des Jahres ausgezeichnet. Peter Holenstein war Mitglied der Schweizerischen Arbeitsgruppe für Kriminologie (SAK) und der Schweizerischen Kriminalistischen Gesellschaft (SKG/SSDP). 
Im Alter von 72 Jahren starb er im Januar 2019 in Zürich an den Folgen eines Herzinfarkts.

## Werke
- Lieber Luzifer: Totentexte – tote Texte. Edizioni Casa poetica, Termine 1974.
- Den Toten freuen keine Blumen. Bubenberg, Bern 1977, ISBN 3-85585-022-4.
- ... und jeder König nur ein Gast - Das Palace in Gstaad. Scherz Verlag, Bern/München 1982.
- Zum Beispiel Stefan: Aufzeichnung einer tödlichen Sucht. Oesch, Zürich 1984, ISBN 3-85833-569-X.
- Tilfaeldet. Verlag Sommer & Soerensen, Kopenhagen 1984, ISBN 87-7499-654-1.
- Kaffee: Das braune Gold. BEA-und-Poly-Verlags-AG, Brugg 1985.
- Ernst Bieri, Peter Holenstein, Karl Völk: Eine Familie und ihre Bank 1890–1990. Bank Julius Bär, Zürich 1990.
- Die Innenseite der Schuld: Lebensgeschichte eines Alkoholikers. Aare, Solothurn 1991, ISBN 3-7260-0370-3. (4., überarbeitete Auflage: Oesch, Zürich 2002, ISBN 3-0350-2009-4)
- Die sprechenden Maschinen. Studer-Revox. Das Lebenswerk des Audio-Pioniers Willi Studer. Schweizer Verlagshaus, Zürich 1996, ISBN 3-7263-6713-6.
- mit Gabriele Fricker: Aus freiem Willen. Oesch Verlag, Zürich 1999, ISBN 3-85833-531-2.
- Der Unfassbare: Das mörderische Leben des Werner Ferrari. Oesch, Zürich 2002, ISBN 3-0350-2001-9.
- Der Preis der Verzweiflung: Über die Kostenfolgen des Suizidgeschehens in der Schweiz. (PDF; 576 kB). Schweizerische Gesellschaft für die Europäische Menschenrechtskonvention SGEMKO, Zürich 2003.
- Der Mord von Zollikerberg. In: Peter Röthlisberger (Hrsg.): Skandale - Was die Schweiz in den letzten 20 Jahren bewegte. Orell-Füssli Verlag, Zürich 2005, ISBN 3-280-06052-4.
- La fede tra miracoli - Le incongruenze di Bernadette. Editore Reset, Rom 2008
- Das Dignitas-Forum: Ein Internet-Forum als Instrument der Suizidversuchsprophylaxe. (PDF; 621 kB). Hg: Dignitas - Menschenwürdig leben – Menschenwürdig sterben, Forch-Zürich 2013.